# Francisco Martín Frías
Francisco Martín Frías (Coca (Segovia), 1941) es un empresario español, conocido por haber sido copropietario y presidente de la empresa de mensajería MRW desde que la adquiriera, poco tiempo después de ser fundada, en 1979, hasta 2012. A la cabeza de MRW, fue pionero en la mensajería urgente y en el sistema de franquicias en España.

## Biografía
Sus padres emigraron a Cataluña procedentes de Segovia cuando él tenía 6 años y se afincaron en el barrio de San Andrés de Palomar de Barcelona. A los 11 años dejó de estudiar para ayudar a su familia en el pequeño comercio de comestibles que regentaban, asistiendo a clases nocturnas.  A partir de entonces, realizó diversos trabajos como ayudante en el camión de su padre y creando una empresa de maquinaria para excavación de terrenos, especializándose en excavaciones de mucha profundidad. Ésta fue su actividad hasta los 37 años cuando, con un grupo de amigos, compró Mensajeros Radio (1979), hoy MRW. 
Fruto de su gestión empresarial consiguió hacer de la empresa una firma líder en transporte urgente, que hasta 2012, año en el que dejó la compañía por desavenencias con la familia del socio mayoritario, contaba con más de 1.370 delegaciones y 60 plataformas logísticas distribuidas en Andorra, España, Gibraltar, Portugal y Venezuela. Su equipo humano superaba las 14.000 personas. Su modelo de gestión se estudió como caso en IESE, en ESADE, en el Instituto de Empresa, en la Universidad San Telmo de Sevilla e, incluso, se expuso su Acción Social  en Harvard a través de ESADE.

### Cargos
Actualmente también ostenta los siguientes cargos:
- Vocal de Fomento del Trabajo
- Miembro del Comité del Salón Internacional de la Logística (SIL)
- Patrono de la Fundación Empresa y Sociedad
- Senador de la Fundación Catalana para la Investigación
- Miembro del Comité del Salón Internacional del Automóvil de Barcelona
- Socio Fundador del Club de Excelencia en Sostenibilidad
- Patrono de la Fundación Conocimiento y Desarrollo (CYD)
- Patrono de la Fundación EADA

### Reconocimientos personales
Hasta la fecha, ha sido galardonado en numerosas ocasiones, entre ellas:
- 1996 Mención Honorífica Socio de Honor de UNICEF (Madrid)
- 1998 Premio Máster de Oro 1997 Fórum de Alta Dirección (Madrid)
- 1999 Prócer de la Cultura Museo Egipcio de Barcelona
- 1999 Distinción Honorary Degree ESERP(Escuela Superior Universitaria)(Barcelona)
- 1999 Premio Mejor Directivo 1998 AED (Asociación Española de Directivos)(Barcelona)
- 1999 Maillot Solidario de UNICEF (Barcelona)
- 2000 Premio Nicomedes García Gómez a la labor empresarial más significativa de los Segovianos, Centro Segoviano de Madrid
- 2000 Premio Ejecutivo del Año, Revista Ejecutivos (Madrid)
- 2001 Medalla de Oro al Mérito de la Feria Internacional de Barcelona
- 2002 Hijo Predilecto de la Villa de Coca (Segovia)
- 2003 Ciudadano Europeo, Foro Europa 2001 (Barcelona)
- 2004 Premio Al liderazgo en Acción Social, Club de Excelencia y Sostenibilidad (Madrid)
- 2005 Premio ASPID, Associació de Paraplègics i Discapacitats Físics de Lleida (Lérida)
- 2006 Medalla UNICEF en reconocimiento a su apoyo al trabajo de UNICEF, en la defensa de los derechos de la infancia, UNICEF, Comité español (Madrid)
- 2007 Distinción de Grupo Fundosa y Mundofranquicia Consulting (Madrid)
- 2008 Premio a la Responsabilidad Social Corporativa 2007 por la revista Ejecutivos
- 2008 Premio Directivo Plus (elegido entre 1.850 directivos españoles) Edición 2008 de Directivo Plus
- 2008 Premio a la Personalidad Más Destacada del Mundo de la Franquicia, del SIF & Co.
- 2008 Premio Solidaridad al Instante Cultura de la Fundació SOS Tucumán